# Cologne Centurions
Cologne Centurions var en klubb i Köln, Tyskland som spelade amerikansk fotboll i NFL Europe. Laget grundades 2004, och ersatte då nerlagda Barcelona Dragons, och klubben spelade i ligan till sista säsongen 2007. Hemmaarena var RheinEnergieStadion i Köln.
Laget var aldrig i slutspel under sina tre säsonger.